# Stary cmentarz żydowski w Gostyninie
Stary cmentarz żydowski w Gostyninie – został założony w I połowie XVIII wieku i znajdował się w północno-zachodniej części miasta, najprawdopodobniej w okolicach dzisiejszego dworca. Data likwidacji kirkutu jak też jego dokładne położenie pozostają nieznane.